# Нагомари (Лентехский муниципалитет)
Нагомари (груз. ნაღომარი) — село в Грузии, на территории Лентехского муниципалитета края (мхаре) Рача-Лечхуми и Нижняя Сванетия.

## География
Село находится в северной части Грузии, на левом берегу реки Цхенисцкали, на расстоянии приблизительно 13 километров (по прямой) к юго-востоку от посёлка городского типа Лентехи, административного центра муниципалитета. Абсолютная высота — 629 метров над уровнем моря.

## Население
По результатам официальной переписи населения 2014 года, в Нагомари проживало 15 человек (9 мужчин и 6 женщин). В национальной структуре населения грузины составляли 100 %.
| Год  | Население, человек |
| ---- | ------------------ |
| 2002 | 40                 |
| 2014 | ↘ 15               |